# Myolepta evansi
Myolepta evansi är en tvåvingeart som beskrevs av Thompson 1968. Myolepta evansi ingår i släktet parkblomflugor, och familjen blomflugor. Inga underarter finns listade i Catalogue of Life.